# 王安 (采矿工程专家)
王安（1958年8月9日—），内蒙古凉城人，中国现代煤矿采矿工程专家，中国工程院院士，曾任中国国际工程咨询公司党委书记、董事长。

## 生平
本科毕业于山西矿业学院（今太原理工大学）采矿工程专业。1988年6月加入中国共产党。2021年10月，因涉嫌严重违纪违法，接受纪律审查和监察调查。